# 景东角蟾
景东角蟾（学名：Boulenophrys jingdongensis）一种分布于中华人民共和国云南省、广西壮族自治区及越南等地区的两栖动物，隶属于角蟾科布角蟾属。模式产地为中国云南景东彝族自治县，最初作为峨眉角蟾（Megophrys omeimontis）的一个亚种发表。其种加词“jingdongensis”意为“云南景东的”。

## 形态特征
景东角蟾雄蟾体长53～57毫米，雌蟾体长64毫米左右。身体皮肤光滑，体色变异较大，多为橄榄褐色、棕黄色，眶间有镶浅色边的褐色三角形斑，体背面具有深棕色“X”形细肤棱；咽喉部有褐黑色斑，腹两侧有深褐色斑；股、胫部各有细横纹3～4条。

## 保护
本种于2023年被收录入《有重要生态、科学、社会价值的陆生野生动物名录》。